# Julie Belgraver
Julie Belgraver (* 4. Juli 2002) ist eine französisch-niederländische Tennisspielerin.

## Karriere
Belgraver spielt bislang vorrangig Turniere der ITF Women’s World Tennis Tour, wo sie bislang zwei Titel im Einzel und sechs Doppeltitel gewinnen konnte.
Vom französischen Tennisverband erhielt sie 2019 zusammen mit ihrer Partnerin Mylène Halemai für das Damendoppel der French Open eine Wildcard.
Belgraver war 2017 Titelgewinnerin der niederländischen Meisterschaften der U16 im Freien und in der Halle.

## Turniersiege

### Einzel
| Nr. | Datum            | Turnier  | Kategorie | Belag             | Finalgegnerin     | Ergebnis      |
| --- | ---------------- | -------- | --------- | ----------------- | ----------------- | ------------- |
| 1.  | 6. Februar 2022  | Cancún   | ITF W15   | Hartplatz         | Miharu Imanishi   | 1:6, 6:3, 7:5 |
| 2.  | 13. Oktober 2024 | Edmonton | ITF W35   | Hartplatz (Halle) | Ariana Arseneault | 6:1, 3:6, 6:2 |

### Doppel
| Nr. | Datum             | Turnier             | Kategorie   | Belag             | Partnerin         | Finalgegnerinnen                        | Ergebnis          |
| --- | ----------------- | ------------------- | ----------- | ----------------- | ----------------- | --------------------------------------- | ----------------- |
| 1.  | 10. März 2018     | Amiens              | ITF $15.000 | Sand (Halle)      | Isabelle Haverlag | Lara Salden Camille Sireix              | 7:64, 6:2         |
| 2.  | 22. Februar 2020  | Monastir            | ITF W15     | Hartplatz         | Mylène Halemai    | Petja Arschinkowa Gergana Topalowa      | 2:6, 6:1, [10:4]  |
| 3.  | 3. Juli 2021      | Antalya             | ITF W15     | Sand              | Amarissa Tóth     | Christina Rosca Ani Wangelowa           | 6:2, 7:5          |
| 4.  | 4. September 2021 | Aix-en-Provence     | ITF W15     | Sand              | Léa Tholey        | Marija Bondarenko Ku Yeon-woo           | 6:1, 6:2          |
| 5.  | 23. März 2024     | Scharm asch-Schaich | ITF W15     | Hartplatz         | Holly Hutchinson  | Karola Patricia Bejenaru Jeong Bo-young | 7:64, 3:6, [10:7] |
| 6.  | 22. März 2025     | Maribor             | ITF W75     | Hartplatz (Halle) | Urszula Radwańska | Yuriko Miyazaki Jessika Ponchet         | 6:1, 6:4          |